# Noureddine Oulad Ben Youssef
Pour les articles homonymes, voir Oulad et Youssef.
Noureddine Oulad Ben Youssef, né le 28 février 1995 à Amsterdam (Pays-Bas), est un joueur international néerlandais de futsal.

## Biographie
Le 1er février 2018, il reçoit sa première sélection sous le maillot orange des Pays-Bas, lors d'un match contre la Turquie (victoire, 5-3).